# Kiss (Serebro)
Kiss è un singolo del gruppo musicale russo Serebro, pubblicato per il mercato musicale internazionale il 29 maggio 2015 come sesto estratto dal terzo album in studio Sila trëch.

## Il brano
La canzone è stata composta da Olga Seryabkina e Maxim Fadeev per il mercato musicale extra russo, proprio per questo motivo non esiste la versione russa del brano. Il brano ha raggiunto un buon successo in Italia arrivando al 7º posto nella classifica dance.

## Video musicale
Il 5 giugno 2015 è stato pubblicato il videoclip della canzone, la cui regia è di Stanislav Morozov. 
Il video è stato girato a Sitges (Catalogna) e protagonista, insieme alle tre componenti del gruppo, è il modello spagnolo Eduard Linares.